# West Mountain
West Mountain és una concentració de població designada pel cens dels Estats Units a l'estat de Utah. Segons el cens del 2000 tenia 838 habitants.

## Demografia
Segons el cens del 2000, West Mountain tenia 838 habitants, 191 habitatges, i 173 famílies. La densitat de població era de 30 habitants per km².
Dels 191 habitatges en un 58,6% hi vivien nens de menys de 18 anys, en un 82,7% hi vivien parelles casades, en un 5,8% dones solteres, i en un 9,4% no eren unitats familiars. En el 7,3% dels habitatges hi vivien persones soles el 4,7% de les quals corresponia a persones de 65 anys o més que vivien soles. El nombre mitjà de persones vivint en cada habitatge era de 4,39 i el nombre mitjà de persones que vivien en cada família era de 4,61.
Per edats la població es repartia de la següent manera: un 45,3% tenia menys de 18 anys, un 8,6% entre 18 i 24, un 24,2% entre 25 i 44, un 15% de 45 a 60 i un 6,8% 65 anys o més.
L'edat mediana era de 21 anys. Per cada 100 dones de 18 o més anys hi havia 99,1 homes.
La renda mediana per habitatge era de 56.563 $ i la renda mediana per família de 62.500 $. Els homes tenien una renda mediana de 41.875 $ mentre que les dones 18.063 $. La renda per capita de la població era de 12.451 $. Entorn de l'11,2% de les famílies i el 15,4% de la població estaven per davall del llindar de pobresa.

## Poblacions més properes
El següent diagrama mostra les poblacions més properes.